# 香港特殊學校列表
本列表列出香港的特殊學校。

## 學校一覽

### 視障/聽障/肢體傷殘/智障兒童學校
| 學校名稱                       | 地址                          | 對象             |
| 心光學校                       | 香港薄扶林道131號             | 視障             |
| 心光恩望學校                   | 香港薄扶林道131號             | 視障             |
| 路德會啟聾學校                 | 新界葵涌興盛路89號            | 聽障             |
| 香港紅十字會雅麗珊郡主學校     | 九龍觀塘復康徑8－9號          | 肢體傷殘         |
| 香港基督教服務處培愛學校       | 香港新界屯門恆貴街8號         | 肢體傷殘         |
| 香港紅十字會甘迺迪中心         | 香港大口環道15－17號          | 肢體傷殘         |
| 香港紅十字會瑪嘉烈戴麟趾學校   | 九龍黃大仙牛池灣平定道東10號  | 肢體傷殘         |
| 香港耀能協會羅怡基紀念學校     | 新界葵涌葵合街22號            | 肢體傷殘         |
| 香港耀能協會高福耀紀念學校     | 新界沙田禾輋村豐禾里2號       | 肢體傷殘         |
| 香港耀能協會賽馬會田綺玲學校   | 新界大埔富忠里1號             | 肢體傷殘         |
| 匡智獅子會晨崗學校             | 香港跑馬地藍塘道159號         | 輕度智障         |
| 匡智翠林晨崗學校               | 新界將軍澳翠林邨                | 輕度智障         |
| 路德會救主學校                 | 九龍深水埗大埔道288號           | 輕度智障         |
| 三水同鄉會劉本章學校           | 新界葵涌葵盛邨第10座側          | 輕度智障         |
| 才俊學校                       | 新界沙田大圍顯泰街2號         | 輕度智障         |
| 中華基督教會基順學校           | 九龍觀塘順利邨基順學校          | 輕度智障         |
| 中華基督教會望覺堂啟愛學校     | 九龍深旺道110號               | 輕度智障         |
| 沙田公立學校                   | 新界沙田大圍積輝街15號        | 輕度智障         |
| 道慈佛社楊日霖紀念學校         | 新界元朗天水圍天柏路6號       | 輕度智障         |
| 匡智屯門晨崗學校               | 新界屯門育青里2號             | 輕度智障         |
| 救世軍石湖學校                 | 新界上水馬會道第8區           | 輕度智障         |
| 匡智屯門晨輝學校               | 新界屯門青麟路2號             | 輕度智障         |
| 保良局陳麗玲 (百周年) 學校     | 九龍土瓜灣浙江街15號          | 中度智障         |
| 保良局余李慕芬紀念學校         | 香港北角和富道19號            | 中度智障         |
| 明愛樂群學校                   | 新界沙田穗禾路31號            | 中度智障         |
| 匡智松嶺學校                   | 新界大埔南坑頌雅路松嶺村      | 中度智障         |
| 將軍澳培智學校                 | 新界將軍澳陶樂路9號           | 中度智障         |
| 基督教中國佈道會聖道學校       | 九龍油塘鯉魚門道60號          | 中度智障         |
| 香港四邑商工總會陳南昌紀念學校 | 新界葵涌榮芳路22號            | 中度智障         |
| 賽馬會匡智學校                 | 香港灣仔活道29號              | 中度智障         |
| 匡智元朗晨曦學校               | 新界元朗錦繡花園荔枝北路133號 | 中度智障         |
| 禮賢會恩慈學校                 | 九龍鑽石山鳳德邨                | 中度智障         |
| 東華三院群芳啟智學校           | 九龍大坑東南山邨道28號          | 中度智障         |
| 匡智屯門晨曦學校               | 新界屯門育青里2號             | 中度智障         |
| 明愛樂進學校                   | 新界沙田大圍文禮路39號        | 中度智障         |
| 匡智元朗晨樂學校               | 新界元朗體育路11號            | 中度智障         |
| 天保民學校                     | 九龍九龍塘聯福道11號          | 輕中度智障       |
| 香港西區扶輪社匡智晨輝學校     | 香港柴灣興華邨第2期第1號校舍    | 輕中度智障       |
| 東華三院徐展堂學校             | 香港華富邨瀑布灣道25號          | 輕中度智障       |
| 匡智張玉瓊晨輝學校             | 新界葵涌荔景山路220號         | 輕中度智障       |
| 香海正覺蓮社佛教普光學校       | 新界粉嶺欣盛里2號             | 輕中度智障       |
| 匡智紹邦晨輝學校               | 新界東涌松滿路9號             | 輕中度及嚴重智障 |
| 香港心理衛生會－臻和學校       | 九龍深水埗歌和老街53號          | 嚴重智障         |
| 匡智松嶺第二校                 | 新界大埔南坑頌雅路松嶺村      | 嚴重智障         |
| 保良局陳百強伉儷青衣學校       | 新界青衣青芊街2號             | 嚴重智障         |
| 匡智松嶺第三校                 | 新界大埔南坑頌雅路松嶺村      | 嚴重智障         |
| 明愛樂勤學校                   | 新界元朗天水圍天壇街17號      | 嚴重智障         |
| 靈實恩光學校                   | 新界將軍澳安達臣道301號       | 嚴重智障         |
| 明愛賽馬會樂仁學校             | 九龍深水埗永康街121號           | 嚴重智障         |
| 慈恩學校                       | 九龍土瓜灣浙江街13號          | 嚴重智障         |
| 保良局羅氏信託學校             | 新界元朗公園南路26號          | 嚴重智障         |
| 明愛樂義學校                   | 香港西灣河鯉景灣鯉景道51號    | 嚴重智障         |

### 醫院學校
參看香港紅十字會醫院學校
| 學校名稱                           | 普通科 | 精神料 |
| 北區醫院紅十字會學校               |        |        |
| 東區尤德夫人那打素醫院紅十字會學校 |        |        |
| 根德公爵夫人兒童醫院紅十字會學校   |        |        |
| 廣華醫院紅十字會學校               |        |        |
| 基督教聯合醫院紅十字會學校         |        |        |
| 將軍澳醫院紅十字會學校             |        |        |
| 九龍醫院紅十字會學校               |        |        |
| 葵涌醫院紅十字會學校               |        |        |
| 瑪嘉烈醫院紅十字會學校             |        |        |
| 瑪麗醫院紅十字會學校               |        |        |
| 明愛醫院紅十字會學校               |        |        |
| 青山醫院紅十字會學校               |        |        |
| 仁濟醫院紅十字會學校               |        |        |
| 屯門醫院紅十字會學校               |        |        |
| 威爾斯親王醫院紅十字會學校         |        |        |
| 雅麗氏何妙齡那打素醫院紅十字會學校 |        |        |
| 伊利沙伯醫院紅十字會學校           |        |        |
| 油麻地兒童精神科中心紅十字會學校   |        |        |

### 群育學校
| 學校名稱                                        | 地址                    | 開辦級別   | 對象                                                               |
| 瑪利灣學校                                      | 香港黃竹坑南朗山道32號  | 小五至中六 | 情緒或學習方面適應有困難的女生                                     |
| 明愛培立學校 （页面存档备份，存于）             | 九龍清水灣道6010地段    | 小五至中三 | 因在學校或家庭面臨適應困難，而暫時不適宜在一般中學就讀的女生       |
| 明愛樂恩學校 （页面存档备份，存于）             | 九龍觀塘彩興路20號      | 中一至中六 | 在家庭關係、個人行為或情緒上面臨困難、有特殊教育需要的學齡女青少年 |
| 香港扶幼會盛德中心學校 （页面存档备份，存于）   | 九龍觀塘利安里2號A      | 小五至中六 | 有學習障礙、過度活躍、情緒行為問題的男生                           |
| 香港扶幼會則仁中心學校 （页面存档备份，存于）   | 九龍深水埗歌和老街47號    | 小三至中六 | 有學習障礙、過度活躍、情緒行為問題的男生                           |
| 東灣莫羅瑞華學校 （页面存档备份，存于）         | 新界屯門旺賢街12號      | 小二至小六 | 行為和情緒發展上遇到障礙而未能在普通學校教育中獲益的男生           |
| 香港扶幼會許仲繩紀念學校 （页面存档备份，存于） | 九龍長沙灣東沙島街150號 | 中一至中六 | 有情緒行為問題的男生                                               |
| 香港青少年培育會陳南昌紀念學校                  | 香港黃竹坑南朗山道38號  | 中一至中六 | 有行為及情緒適應困難的男生                                         |

## 參看
- 香港教育
- 香港小學列表
- 香港中學列表

## 外部連結
- 香港特殊學校概覽 （页面存档备份，存于）
- 香港紅十字會醫院學校 （页面存档备份，存于）
- 香港教育局：群育學校／院舍服務 （页面存档备份，存于）